# Балинезијска мачка
Балинезијска мачка је раса домаће мачке настала спонтаном мутацијом у леглима сијамске мачке. Током Другог светског рата неки одгајивачи су их парили са турском ангором као најсличинијим типом.
ЦФА је 1970. године признала полудугодлаку верзију сијамске мачке, која је названа балинезијска.

## Опис расе
Белинезијска мачка има средње дугу длаку са бујно одлаканим репом. ФИФе признаје све варијетете боје у којима су признате и сијамске мачке.